# FLAvour of the Weak
[FLA]vour of the Weak è il nono album in studio del gruppo musicale canadese Front Line Assembly, pubblicato nel 1997.

## Tracce
Testi e musiche di Bill Leeb e Chris Peterson.
1. Corruption (instrumental) – 8:00
2. Sado-Masochist – 6:24
3. Autoerotic – 6:20
4. Columbian Necktie – 6:53
5. Evil Playground – 8:42
6. Comatose – 6:34
7. Life=Leben – 6:40
8. Predator + Bill in a Box – 11:43

## Formazione
- Bill Leeb
- Chris Peterson